# Европейска служба за борба с измамите
Европейската служба за борба с измамите (на френски: Office Européen de Lutte Anti-Fraude, OLAF, по-известна с абревиатурата на български: ОЛАФ) е генерална дирекция в структурата на Европейската комисия, натоварена от Европейския съюз със защитата на финансовите му интереси. Нейната задача е да се бори по отговорен, прозрачен и ефективен начин с финансовите измами, засягащи бюджета на Съюза, с корупцията, както и с други нередни дейности, включително с лошото управление на европейските институции.
Службата осъществява дейността си чрез вътрешни и външни разследвания, при пълна независимост. ОЛАФ осъществява сътрудничество между властите в отделните страни-членки, като координира тяхната дейност и осигурява необходимата подкрепа и технически познания, за да им помогне в борбата против измамите. Службата е част от стратегията на Европейския съюз за борба с измамите и предприема необходимите стъпки за укрепване на съответното законодателство.
Европейската служба за борба с измамите е административен разследващ орган. Тя няма съдебни или дисциплинарни функции и не може да принуди държавните обвинители да предприемат действия.
Службата е създадена през 1999 година по инициатива на Европейския парламент като наследник на съществувалото от 1988 до 1999 година Звено за координация на борбата с измамите (на френски: Unité de coordination de lutte anti-fraude, UCLAF).